# 米哈伊沃達修道院

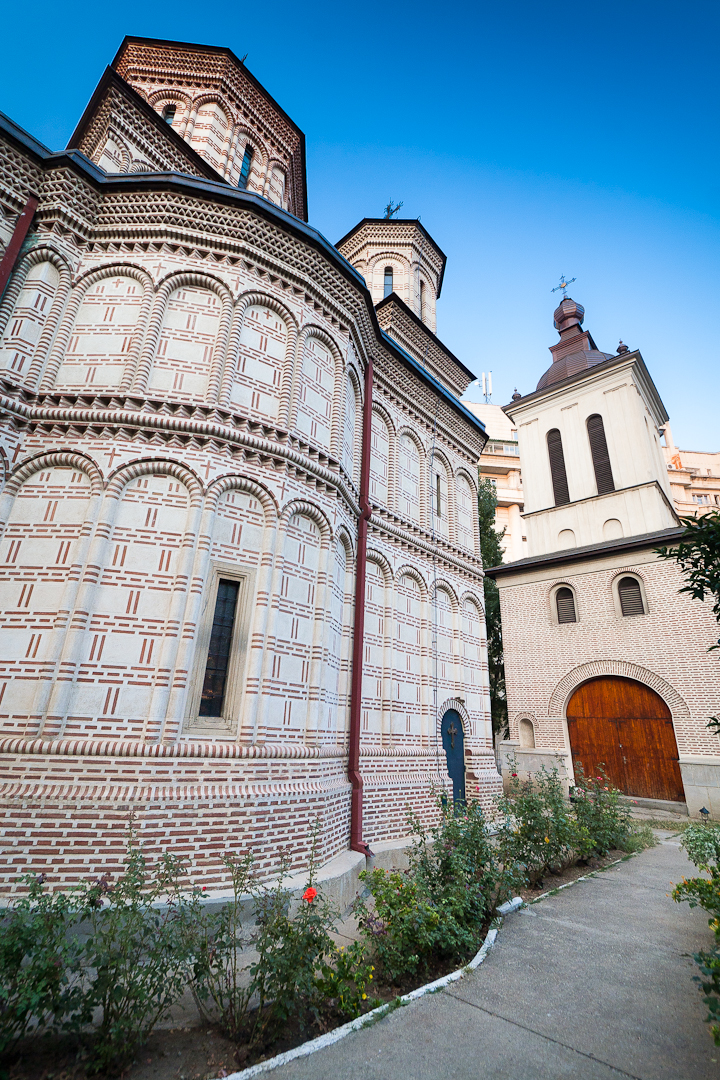

米哈伊沃達修道院（Mihai Vodă Monastery）是位於羅馬尼亞首都布加勒斯特的一座修道院，由勇敢的米哈伊創建。修道院創建於1591年，是布加勒斯特歷史最古老的建築之一。1813年，米哈伊沃達修道院被描述為羅馬尼亞最大的修道院之一。